# 西園寺賞季
西園寺賞季（1743年9月29日—1800年1月16日），是江戶時代中期的公卿；也是藤原北家清華家的西園寺家當主。

## 生涯
西園寺賞季在寬保三年（1743年）出生，是父母西園寺公晃及今出川氏（今出川伊季女）的長子。寬延元年（1748年）敘從五位上，後在寶曆六年（1756年）昇敘從三位，位列公卿。
經任侍從、權中納言、權大納言和踏歌節會後，在安永四年（1776年）及寬政四年（1792年）兩度短暫擔任內大臣，後轉任右大臣，寬正八年十二月（合1797年）辭職，到十一年十二月（合1800年）逝世，享年56歲。
| 王位覬覦者          | 王位覬覦者                                                      | 王位覬覦者        |
| ------------------- | --------------------------------------------------------------- | ----------------- |
| 前任： 西園寺公晃   | 西園寺家當主                                                    | 繼任： 西園寺公兼 |
| 官衔                |                                                                 |                   |
| 前任： 廣幡前豐     | 內大臣 1776年1月31日－1776年2月13日 1792年2月6日－1792年2月27日 | 繼任： 一條輝良   |
| 前任： 大炊御門家孝 | 內大臣 1776年1月31日－1776年2月13日 1792年2月6日－1792年2月27日 | 繼任： 一條忠良   |
| 前任： 大炊御門家孝 | 右大臣 1796年10月26日－1797年1月19日                            | 繼任： 一條忠良   |
| 军职                |                                                                 |                   |
| 前任： 大炊御門家孝 | 右大將 1792年2月6日－1792年2月27日                              | 繼任： 三條實起   |